# Bušanovice
Bušanovice (deutsch Buschanowitz) ist eine Gemeinde in Tschechien. Sie liegt 12 Kilometer nordwestlich von Prachatice und gehört zum Okres Prachatice.

## Geographie

### Lage

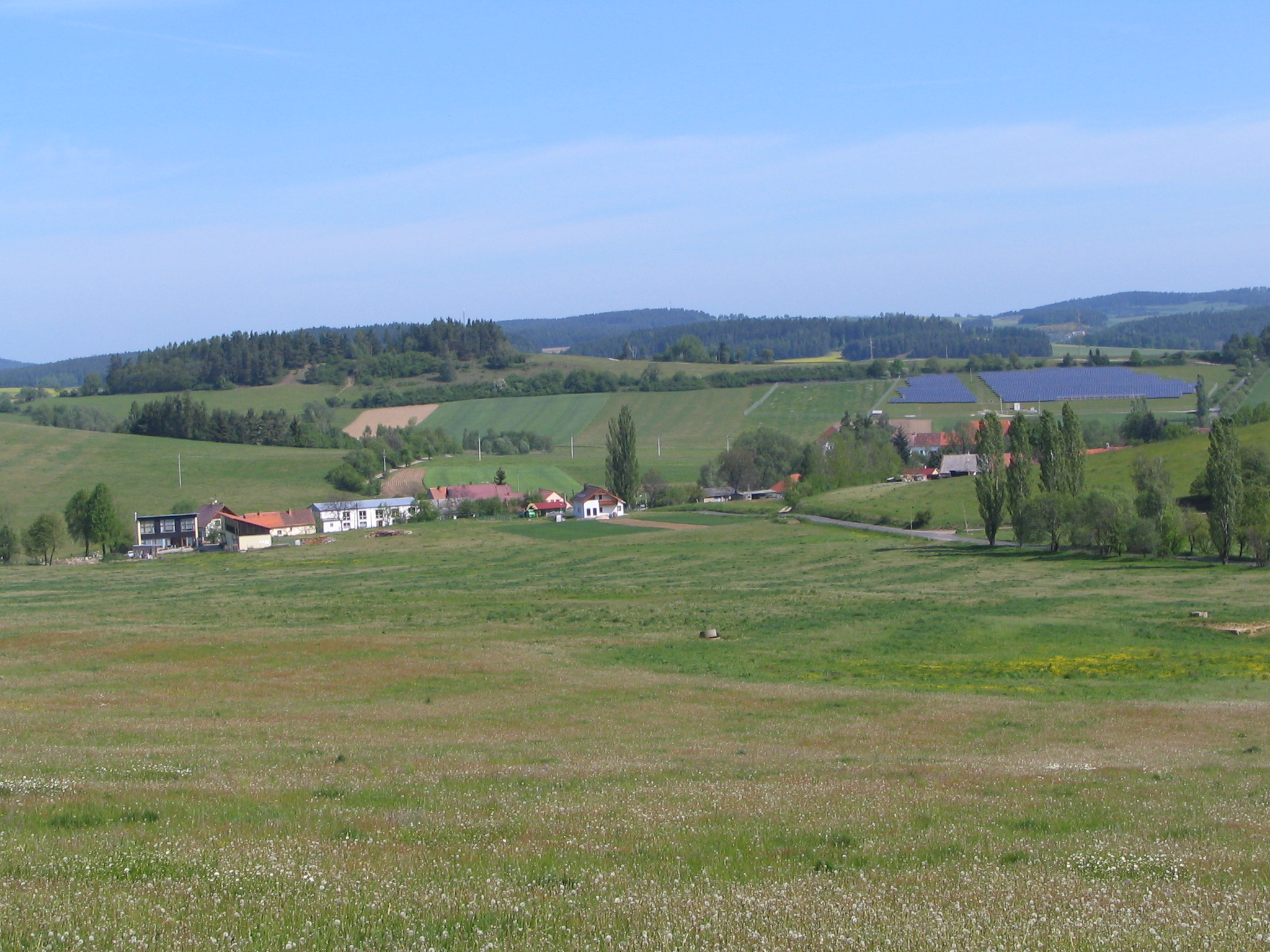
Busanovice

Bušanovice befindet sich in der Talmulde des Bušanovický potok in der Hügellandschaft des Böhmerwald-Vorlandes.
Nachbarorte sind Předslavice im Norden, Všechlapy und Bohunice im Nordosten, Tvrzice und Ovčín im Osten, Újezdec im Südosten, Dolní Nakvasovice im Süden, Beneda im Südwesten, Želibořice im Westen sowie Úlehle im Nordwesten.

### Gemeindegliederung
Die Gemeinde Bušanovice besteht aus den Ortsteilen Beneda, Bušanovice (Buschanowitz), Dolní Nakvasovice (Unter Nakwasowitz), Horní Nakvasovice (Ober Nakwasowitz) und Želibořice (Scheliborschitz). Grundsiedlungseinheiten sind Beneda, Bušanovice, Dolní Nakvasovice und Horní Nakvasovice.
Das Gemeindegebiet gliedert sich in die Katastralbezirke Bušanovice, Dolní Nakvasovice und Horní Nakvasovice.

### Nachbargemeinden
|         | Předslavice                                 | Tvrzice |
| Zálezly | Kompassrose, die auf Nachbargemeinden zeigt | Újezdec |
|         | Vlachovo Březí                              |         |

## Geschichte

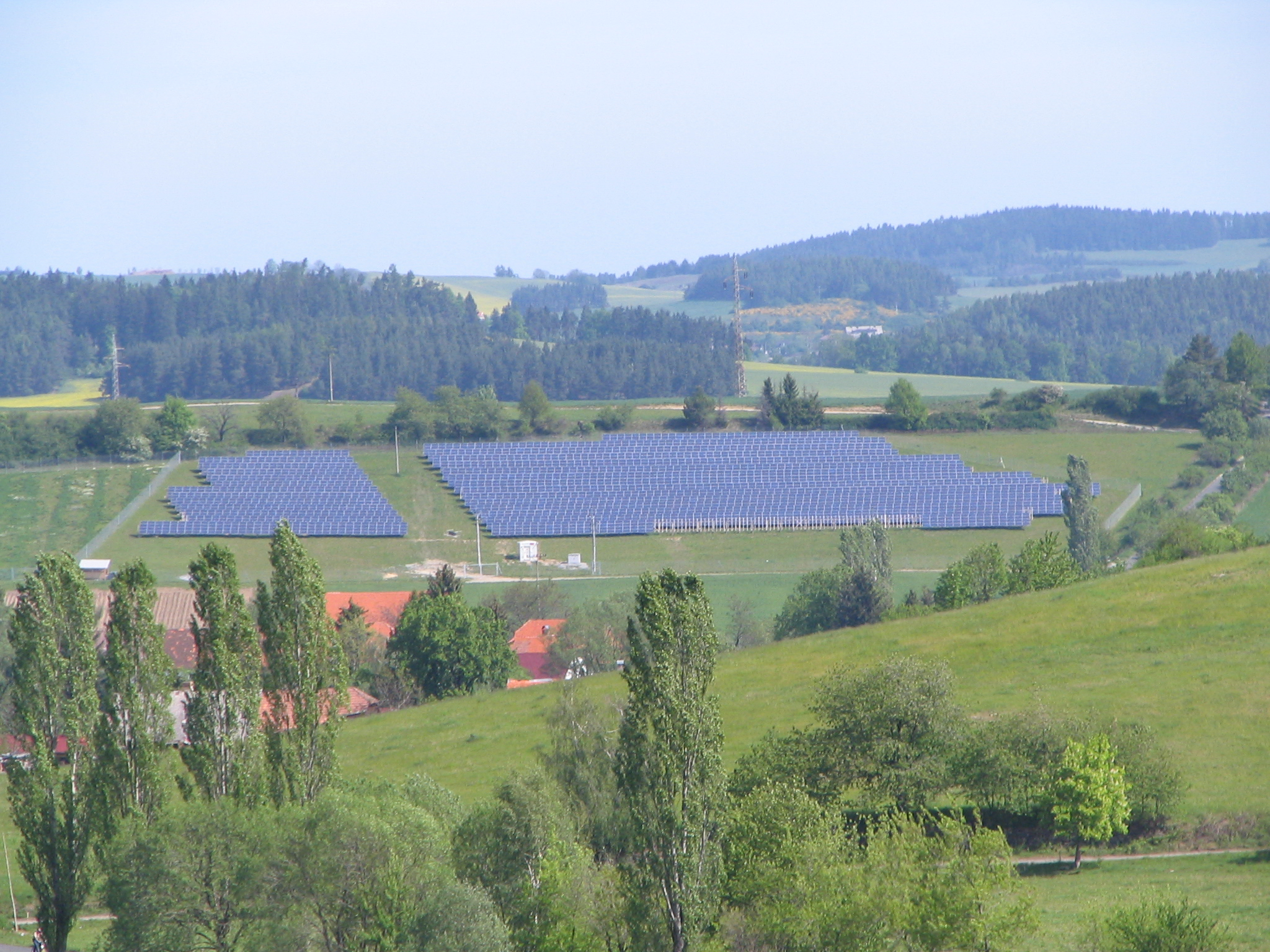
Photovoltaikanlage

Bušanovice wurde im Jahre 1315 erstmals urkundlich erwähnt. Bis zur Mitte des 19. Jahrhunderts gehörte das Dorf zur Herrschaft Vlachovo Březí.
Nach der Aufhebung der Patrimonialherrschaften bildete Bušanovice ab 1850 einen Ortsteil der Gemeinde Předslavice im Strakonitzer Bezirk. 1880 bestand Bušanovice aus 56 Häusern und hatte 308 Einwohner. Im Jahre 1900 wurde der Ort zu einer eigenständigen Gemeinde, die 1950 in den Okres Prachatice umgegliedert wurde. Am 1. Juli 1985 erfolgte die Eingemeindung nach Vlachovo Březí; seit dem 24. November 1990 besteht die Gemeinde Bušanovice wieder.
Am 29. Januar 2007 nahm bei Bušanovice das von der Korowatt s.r.o. betriebene und bis zur Inbetriebnahme der Anlage in Ostrožská Lhota (1500 kW) größte Sonnenkraftwerk Tschechiens den Betrieb auf. Die Photovoltaikanlage hat eine Maximalleistung von 600 kW.

## Sehenswürdigkeiten
- Speicher der seit 1329 als Sitz des Vladiken Bohuslaus miles de Zeliboricz nachweisbaren früheren Feste Želibořice,
- Kapellen in Beneda, Bušanovice, Dolní und Horní Nakvasovice sowie Želibořice
- vom Maurermeister Jakub Bursa geschaffene Höfe im böhmischen Bauernbarock